# Textilfabrik „Rotes Banner“

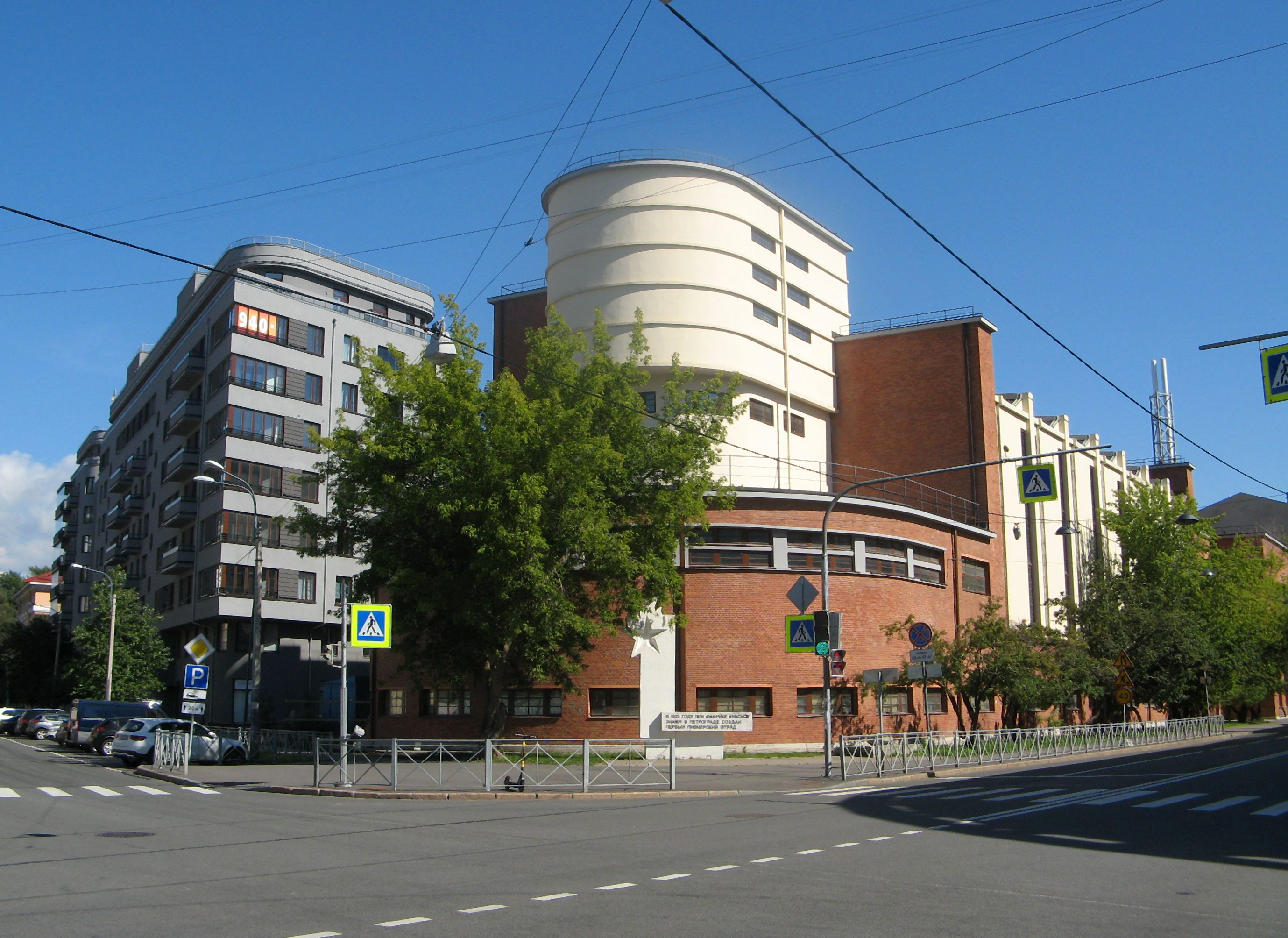
„Energiestation“ der Textilfabrik „Rotes Banner“ (2020)

Die Textilfabrik „Rotes Banner“ (russisch Трикотажная фабрика „Красное Знамя“, wiss. Transliteration Trikotažnaja fabrika „Krasnoe Znamja“) ist ein Denkmal der Industriearchitektur in Sankt Petersburg. Geplant wurde der Fabrikumbau im damaligen Leningrad von dem deutschen Architekten Erich Mendelsohn (1887–1953) im Stil des Konstruktivismus.

## Geschichte
1855 gründete der Kaufmann Iwan Osipowitsch Natus eine kleine Trikotagen- und Strumpfwarenmanufaktur. 1862 verlegte er diese in den Stadtteil Petrograder Seite unweit der Schdanowka, eines Nebenflusses der Kleinen Newa. 1866 erwarb der Petersburger Deutsche Friedrich-Wilhelm Kersten das Werk, der die „Fabrik Kersten“ (Фабрика Керстена) modernisierte und zu einem Industriebetrieb umgestaltete.
Die Fabrik wurde am 14. Februar 1919 verstaatlicht und am 7. November 1922, dem 5. Jahrestag der Oktoberrevolution, mit dem Orden des Roten Banners der Arbeit ausgezeichnet. Daraufhin erhielt sie ihren heutigen Namen. In den 1920er-Jahren wurde der Fabrikkomplex durch den Bau der verschiedensten Gebäude deutlich erweitert und umgebaut. Auf der Grundlage dieser Erweiterungen wollte der mit der Einführung der Neuen Ökonomischen Politik (НЭП) entstandene Leningrad Textil Trust ein Modell eines modernen sozialistischen Unternehmens schaffen.
Während des Zweiten Weltkriegs produzierte das Werk Uniformen für die Soldaten der Leningrader Front und Artilleriegranaten. Die landesweit ersten Perlon-Strümpfe kamen 1947 aus der Fabrik. In den 1960er-Jahren begann die Produktion von Kunstfasern wie Polyacrylnitril (PAN) und Polyethylenterephthalat (PET), auch wurde eine Technologie zur Herstellung künstlicher Blutgefäße entwickelt. 1993 wurde die Textilfabrik „Rotes Banner“ in eine Offene Aktiengesellschaft (Открытое Акционерное Общество, ОАО) umgewandelt, aus der 1994 die Bekleidungsfabrik „Hotei“ (Хотей) entstand. Hotei hat einen Produktionsstandort in Wyborg und produziert nicht mehr in den alten Petersburger Fabrikgebäuden.
Das 4,5 Hektar große Gelände wurde an einen Investor verkauft, der daraus ein Zentrum für zeitgenössische Kunst machen wollte. Im Rahmen des 1. International Festival of Queer Culture St. Petersburg gegen Fremdenfeindlichkeit, Rassismus, Sexismus und Homophobie fand 2009 die Ausstellung „Foto-Fest Fiolet“ in der Textilfabrik „Rotes Banner“ statt. Das Kulturzentrum „Krasnoe Znamja“ veranstaltete zusammen mit dem Goethe-Institut in St. Petersburg im Jahr 2011 die Kunstausstellung fragments of an unknown city. In Folge der Wirtschaftskrise stand der Investor vor finanziellen Problemen, und die Banken übernahmen die Immobilien als Sicherheit. Im Rahmen eines 2010 begonnenen Konkursverfahrens sollen die Gebäude der ehemaligen Textilfabrik versteigert werden.

## Architektur
Auf Erich Mendelsohns dynamische futuristische Architektur des Expressionismus aufmerksam geworden, besichtigte eine Delegation des Textil Trust in Luckenwalde seinen 1923 vollendeten Bau der Hutfabrik Friedrich Steinberg, Herrmann & Co. Aufgrund der überzeugenden architektonischen und technischen Qualität der Hutfabrik wurde Mendelsohn 1925 als erster ausländischer Architekt nach Leningrad eingeladen und später mit den Planungen beauftragt. Während der Bauphase unternahm er mehrere Reisen durch das Land, die ihn zu seiner Studie Rußland – Europa – Amerika (1929) anregten.
Seine Textilfabrik orientierte sich an Formensprache und technischen Erfahrungen der Luckenwalder Hutfabrik, die hier jedoch mehr funktionalistisch in Erscheinung traten. Im Innenhof plante er drei parallel angelegte niedrige Werkhallen (zwei Färbereien und eine Bleicherei), deren Entlüftungsschächte – genau wie in Luckenwalde – in höheren trapezförmigen Aufhebungen abschlossen. Mendelsohn berichtete 1927 über sein Projekt:

„Nach Besichtigung der […] Hutfabrik und anderer von mir errichteten Bauten, erhielt ich nach langen Verhandlungen und in Konkurrenz mit anderen deutschen Ingenieuren, den Auftrag: Zu dem bereits vorliegenden Projekt des Leningrad Textil Trustes ein Gutachterprojekt anzufertigen, das ebenso die Organisation der Produktion, die Wärme- und Energiewirtschaft, wie die Bautechnik und die architektonische Durchbildung umfasste. Der Abschluss des Vertrages erfolgte in Berlin. […] Das Vorprojekt bestand aus dem Gesamtplan, mehreren Varianten und einem Modell. […] Bis zum Frühjahr 1926 war das Gutachterprojekt vertragsmässig fertiggestellt. […] Bei meiner erneuten Anwesenheit in Leningrad im Juli 1926, wurde mir durch einen neuen Vertrag die Anfertigung der Ausführungszeichnungen zum Gutachterprojekt übertragen.“

Seit 1925 setzte zunehmend Kritik von Seiten der sowjetischen Architektenschaft ein. Ausgelöst durch eine breite Diskussion in der Presse empörte sich die Moskauer Architektengesellschaft darüber, dass der Architekturauftrag als persönlicher Auftrag an einen Architekten aus Deutschland vergeben worden war. Es ging bei der Kritik nicht um das konkrete Projekt, vielmehr stand die Frage im Raum, warum ein Deutscher eingeladen worden war, obwohl es in der Sowjetunion viele Architekten gab, die ebenso gut geeignet gewesen wären. Statt der von Mendelsohn geplanten Entlüftungskamine sollte – trotz der von ihm mathematisch und statisch nachgewiesenen Überlegenheit in Kosten und Effizienz – nur ein Entlüftungsschacht probeweise aufgestellt werden. Dabei sollte die Länge des Schachts von 42 Metern auf 28 Meter verkürzt und die Höhe auf 19 Meter herabgesetzt werden. Mit immer neuen Korrekturwünschen und minderer Ausführungsqualität stieg Mendelsohns Unzufriedenheit weiter. Polemische Äußerungen und Lügen – auch in der internationalen Presse – nahmen weiter zu, so dass sich Mendelsohn im Frühjahr 1927 aus dem Bauprojekt vollständig zurückzog und die Kontakte nach Leningrad abbrach.
Vom ursprünglichen Projekt Mendelsohns wurde nur die 1925/1926 erbaute „Energiestation“ (Kraftwerksanlage) in der Pionerskaja Ulica 57 realisiert. Die weitere Fertigstellung lag nun in den Händen der Baukommission des Textil Trusts. Die restlichen Gebäude wurden mit großen Abweichungen zu Mendelsohns Entwurf von 1926 bis 1937 durch die Architekten Hyppolit Nikolas Emil Pretreaus  und Sergei Ossipowitsch Owsjannikow  abgeschlossen.
Mendelsohn publizierte danach – mit Ausnahme der Energiestation – nie Fotos des ausgeführten Projekts, für das er keine Autorenschaft mehr übernahm. Er veröffentlichte nur Abbildungen des Modells als Kunstwerk im Sinne eines Idealentwurfs mit der Standortangabe Berlin.

## Denkmalschutz

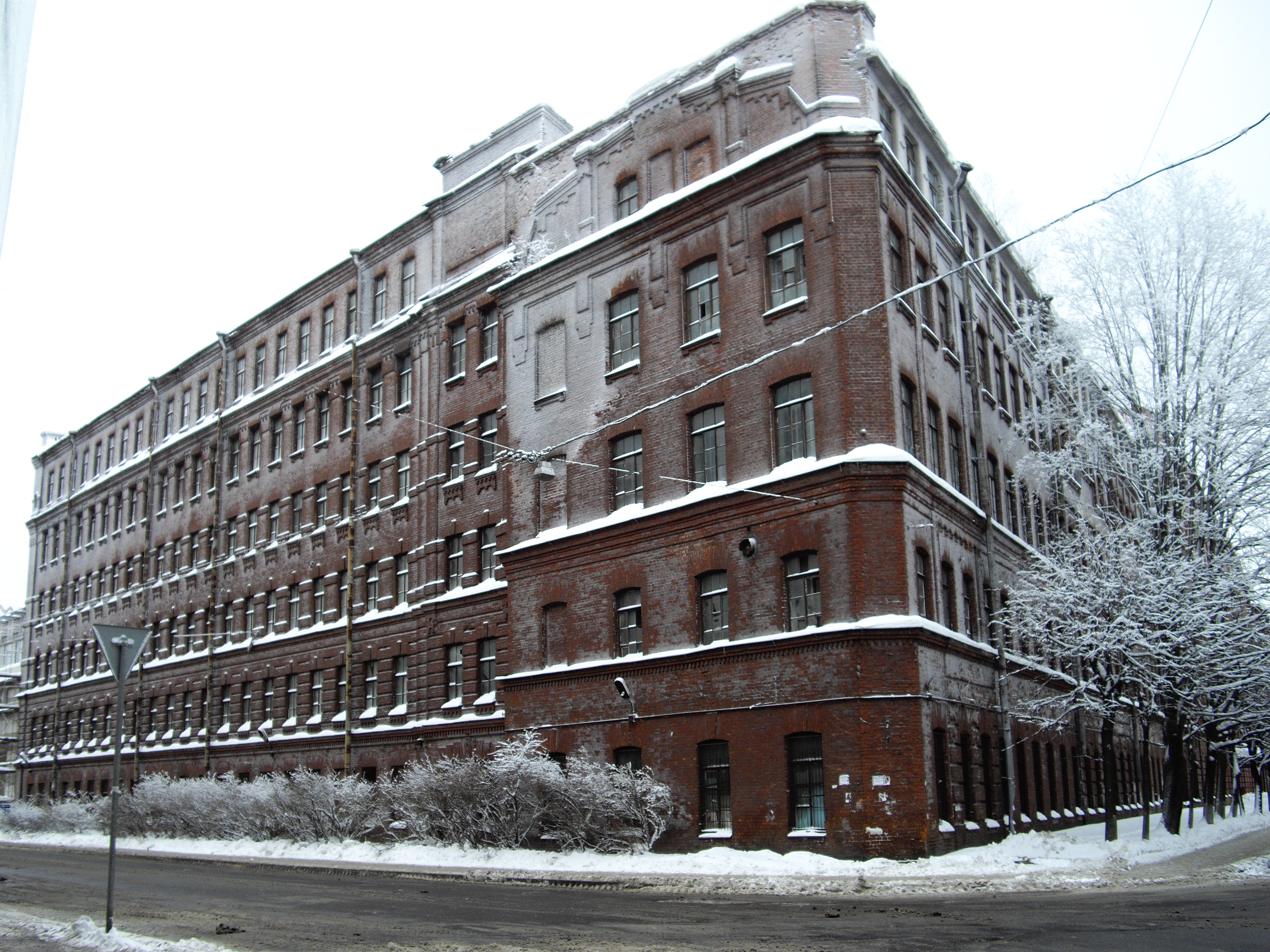
Produktionsgebäude der Strumpfwarenfabrik „W. P. Kersten“, Korpusnaja Uliza 1/Krasnogo Kursanta Uliza 27 (2010)

Die meisten Gebäude der Fabrikanlage wurden vom staatlichen Denkmalschutzausschuss zur Aufnahme in die Denkmalliste empfohlen. Es handelt sich dabei um folgende Objekte:
- Nr. 1350: Gebäudekomplex der Fabrik „Rotes Banner“ (erbaut 1925–1937, Architekten: S. O. Owsjannikow, H. N. E. Pretreaus, E. Mendelsohn, E. A. Tretjakow), Pionerskaja Uliza 53
  - Kraftwerk – historisches und Kulturdenkmal von lokaler Bedeutung – (Architekten E. Mendelsohn, S. O. Owsjannikow, H. N. E. Pretreaus, E. A. Tretjakow), Pionerskaja Uliza 53
  - Nr. 1350.1: Strickerei
  - Nr. 1350.2: Färberei
  - Nr. 1350.3: Bleicherei
  - Nr. 1350.4: Strumpffärberei
- Nr. 1263: Gebäudekomplex der Strumpfwarenstrickfabrik „W. P. Kersten“ (erbaut in den 1890er- bis 1910er-Jahren, Architekten: A. I. Akkerman, S. P. Kondratew)
  - Nr. 1263.1: wichtige Produktionsgebäude (erbaut 1895, Erweiterungen um 1900 und 1914, Architekten: A. I. Akkerman, S. P. Kondratew sowie unbekannte Architekten), Krasnogo Kursanta Uliza 27, Korpusnaja Uliza 1 („Главный производственный корпус“)
  - Nr. 1263.2: Produktionsgebäude (erbaut 1910, unbekannter Architekt), Krasnogo Kursanta Uliza 27, Korpusnaja Uliza 1 („Катонный корпус“)
  - Nr. 1263.3: Speisesaal (erbaut Ende 19. Jh., Erweiterung 1902–1903, S. P. Kondratew sowie unbekannte Architekten), Krasnogo Kursanta Uliza 27, Korpusnaja Uliza 1 („Столовая“)
  - Nr. 1263.4: Verwaltungsgebäude und Appartementhaus (erbaut 1911, Architekt: S. P. Kondratew), Krasnogo Kursanta Uliza 25